# La Esperanza (Casanare)
La Esperanza es una vereda colombiana ubicada en el departamento de Casanare, en el municipio de San Luis de Palenque, junto al río Pauto. Tiene una extensión de 2545.84 Ha. Se destaca la producción agrícola, principalmente plátano y cítricos.